# Neha Ahuja
Neha Ahuja (ur. 27 września 1981 w Delhi) – indyjska narciarka alpejska.
Olimpijka z Turynu 2006, gdzie zajęła czterdzieste drugie miejsce w slalomie gigancie i pięćdziesiąte pierwsze w slalomie. Na ceremonii otwarcia tych igrzysk była chorążym reprezentacji Indii. Wielokrotnie startowała w międzynarodowych zawodach. Jej najlepsza lokata to dwukrotnie siódme miejsce w slalomach z 2006 roku. Uzyskała je na zawodach rangi CIT w austriackim Waidhofen i czeskim Solanie. W 1999 i 2003 roku wystartowała na Zimowych Igrzyskach Azjatyckich, odpowiednio w południowokoreańskim Yongpyong i japońskim Aomori. Jej najlepszym wynikiem na zawodach tej rangi jest dziewiąte miejsce w slalomie z 1999 roku. Jej siostra Shefali Ahuja, również była narciarką alpejską. W 1996 roku wzięła udział w Zimowych Igrzyskach Azjatyckich, rozgrywanych w chińskim Harbinie, gdzie jej najlepszym wynikiem była osiemnasta lokata w supergigancie.

## Osiągnięcia

### Igrzyska olimpijskie
| Miejsce | Dzień     | Rok  | Miejscowość | Konkurencja | Czas biegu  | Strata   | Zwyciężczyni  |
| ------- | --------- | ---- | ----------- | ----------- | ----------- | -------- | ------------- |
| 51.     | 22 lutego | 2006 | Turyn       | Slalom      | 1:29,04 min | +27,12 s | Anja Pärson   |
| 42.     | 24 lutego | 2006 | Turyn       | Gigant      | 2:09,19 min | +32,12 s | Julia Mancuso |